# Пасош Габона
Пасош Габона је јавна путна исправа која се држављанину Габона издаје за путовање и боравак у иностранству, као и за повратак у земљу. 
За време боравка у иностранству, путна исправа служи њеном имаоцу за доказивање идентитета и као доказ о држављанству. 

## Језици
Пасош је исписан француским језиком као и личне информације носиоца.